# Тартачисько (Підляське воєводство)
Тартачисько (пол. Tartaczysko) — село в Польщі, у гміні Ґіби Сейненського повіту Підляського воєводства.
Населення — 50 осіб (2011).
У 1975-1998 роках село належало до Сувальського воєводства.

## Демографія
Демографічна структура станом на 31 березня 2011 року:
|          | Загалом | Допрацездатний вік | Працездатний вік | Постпрацездатний вік |
| -------- | ------- | ------------------ | ---------------- | -------------------- |
| Чоловіки | 30      | 2                  | 22               | 6                    |
| Жінки    | 20      | 2                  | 7                | 11                   |
| Разом    | 50      | 4                  | 29               | 17                   |